# Begonia prionophylla
Begonia prionophylla là một loài thực vật có hoa trong họ Thu hải đường. Loài này được Irmsch. mô tả khoa học đầu tiên năm 1949.